# Multiplayer
Multiplayer videoigre su igre u kojima više od jednog igrača mogu igrati u istom okruženju u isto vrijeme. Za razliku od drukčijih igara, videoigre su obično namijenjene jednom igraču koji se bori protiv protivnika koji su upravljani AI (umjetnom inteligencijom) računala ili konzole. Multiplayer omogućava igračima da se druže s drugim igračima, da budu zajedno u timu, bore se jedni protiv drugih ili da su rivali, te im omogućuju socijalnu komunikaciju koju nije u mogućnosti ostvariti s računalom. U mnogobrojnosti raznolikih multiplayer videoigara, igrači mogu igrati protiv drugih igrača, raditi skupa u ostvarivanju određenih ciljeva, nadzirati druge igrače... Primjeri poznatijih Multiplayer modova iz područja FPS su Deathmatch, Team Deathmatch, Capture the Flag, Search and Destroy, dok iz područja MMORPG su PvP i Team PvE, zatim kooperativni način prelaska igre i još mnogi drugi modovi.

## Primjeri
- Cross Fire (Online igra), online mulitplayer igra